# Calvarie met schenker
Calvarie met schenker is een schilderij van de Zuid-Nederlandse schilder Jheronimus Bosch in de Koninklijke Musea voor Schone Kunsten van België in Brussel.

## Voorstelling
Het stelt de kruisiging van Christus op de Calvarieberg voor met aan zijn rechterzijde Maria en Johannes de Apostel/Evangelist en aan zijn linkerzijde de heilige Petrus. Petrus heeft in zijn rechterhand de sleutels van het Koninkrijk Gods, terwijl hij met zijn linkerhand naar een knielende man gebaart. Deze man is de stichter van het schilderij en wordt hier door zijn naamheilige, Petrus, voorgesteld aan Johannes de Apostel/Evangelist. Deze richt zich op zijn beurt naar Maria, die haar handen heeft gevouwen alsof zij bidt voor het zielenheil van de stichter. Een dergelijke handeling wordt voorspraak genoemd. Over de identiteit van de stichter tast men in het duister. Omdat hij naar de heilige Petrus genoemd moet zijn suggereerde de historicus Pater Gerlach dat het hier gaat om de Bossche stadssecretaris Pieter van Os – een tijdgenoot van Jheronimus Bosch en net als hij lid van de Illustre Lieve Vrouwe Broederschap. Vergelijking met het portret van Van Os op het Ecce Homo-drieluik in Boston toont echter aan dat het hier om iemand anders gaat.

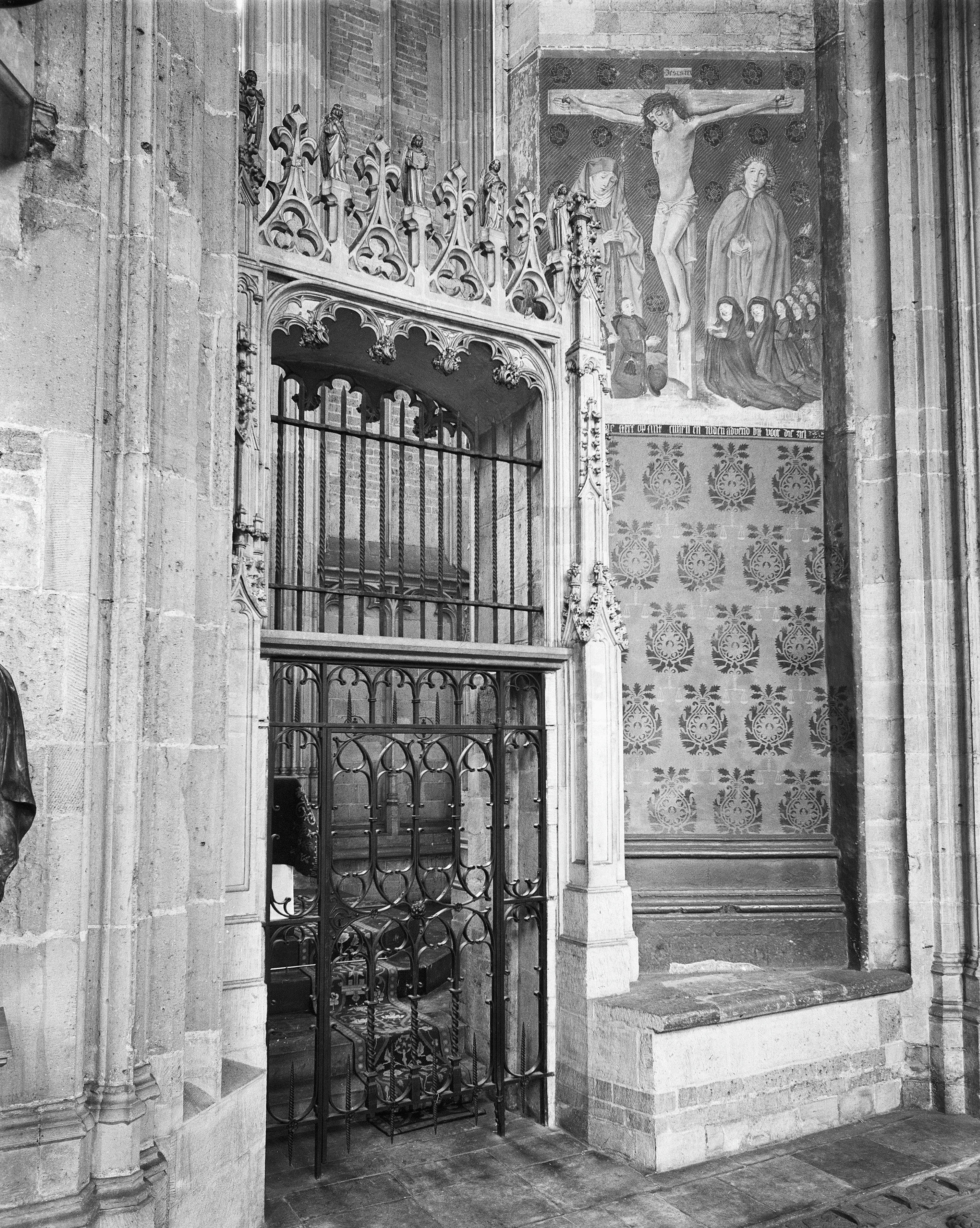
Zijingang Anthoniuskapel in de Sint-Jan in 's-Hertogenbosch met rechts Kruisiging

Aan de horizon bevindt zich de stad Jeruzalem. In het desolate landschap daarvoor banen zich twee eenzame mensen een weg richting die stad. Geheel rechts in dit landschap beeldde de schilder een dorre boom af, waaraan opnieuw bladeren groeien. Dit motief komt tijdens de Late Middeleeuwen op meerdere plaatsen voor, zowel in de beeldende kunst als in de literatuur. Het verwijst enerzijds naar Christus' kruisdood (voorgesteld als dorre boom) en diens verrijzenis (voorgesteld als jonge bladeren) en anderzijds naar de zondige mens, die kan rekenen op het eeuwige leven, op voorwaarde dat hij tot inkeer komt en berouw toont voor zijn zonden.
De Duitse kunsthistoricus Max Friedländer ziet overeenkomsten met een Kruisiging van Rogier van der Weyden in de hoekigheid van de figuren en de opwaaiende lendendoek van Christus. Bosch auteur Charles de Tolnay wijst erop dat dit type Christus ook voorkomt op een muurschildering met jaartal 1444 in de Sint-Jan in 's-Hertogenbosch. Deze muurschildering wordt overigens door sommige Bosch-auteurs in verband wordt gebracht met de grootvader van Jheronimus Bosch, Jan van Aken, hoewel hard bewijs hiervoor ontbreekt. Het toont echter wel aan dat Bosch zich liet inspireren door de lokale traditie. De Tolnay is van mening dat omdat hij zich bij de lokale traditie aansloot en niet keek naar grote voorbeelden als Jan van Eyck en Geertgen tot Sint Jans, hij later zo'n vernieuwende en unieke beeldtaal heeft kunnen ontwikkelen. Ludwig von Baldass ziet overeenkomsten met een drieluik met Kruising in het Centraal Museum in Utrecht.

## Toeschrijving
Het werk is vermoedelijk in 's-Hertogenbosch ontstaan. Het stadsgezicht op de achtergrond doet sterk aan die stad denken, en bovendien toont het werk overeenkomsten met de muurschildering in de Sint-Jan. Het werk wordt verder met Bosch in verband gebracht door de manier waarop de schilder het landschap weergegeven heeft. Dit landschap is op dezelfde manier opgezet als dat van het Driekoningen-drieluik in het Prado in Madrid. Beide werken moeten volgens Bosch-kenner Bernard Vermet vroeg gedateerd worden. Ook denkt hij dat een inbreng van Bosch’ atelier niet uit te sluiten is.

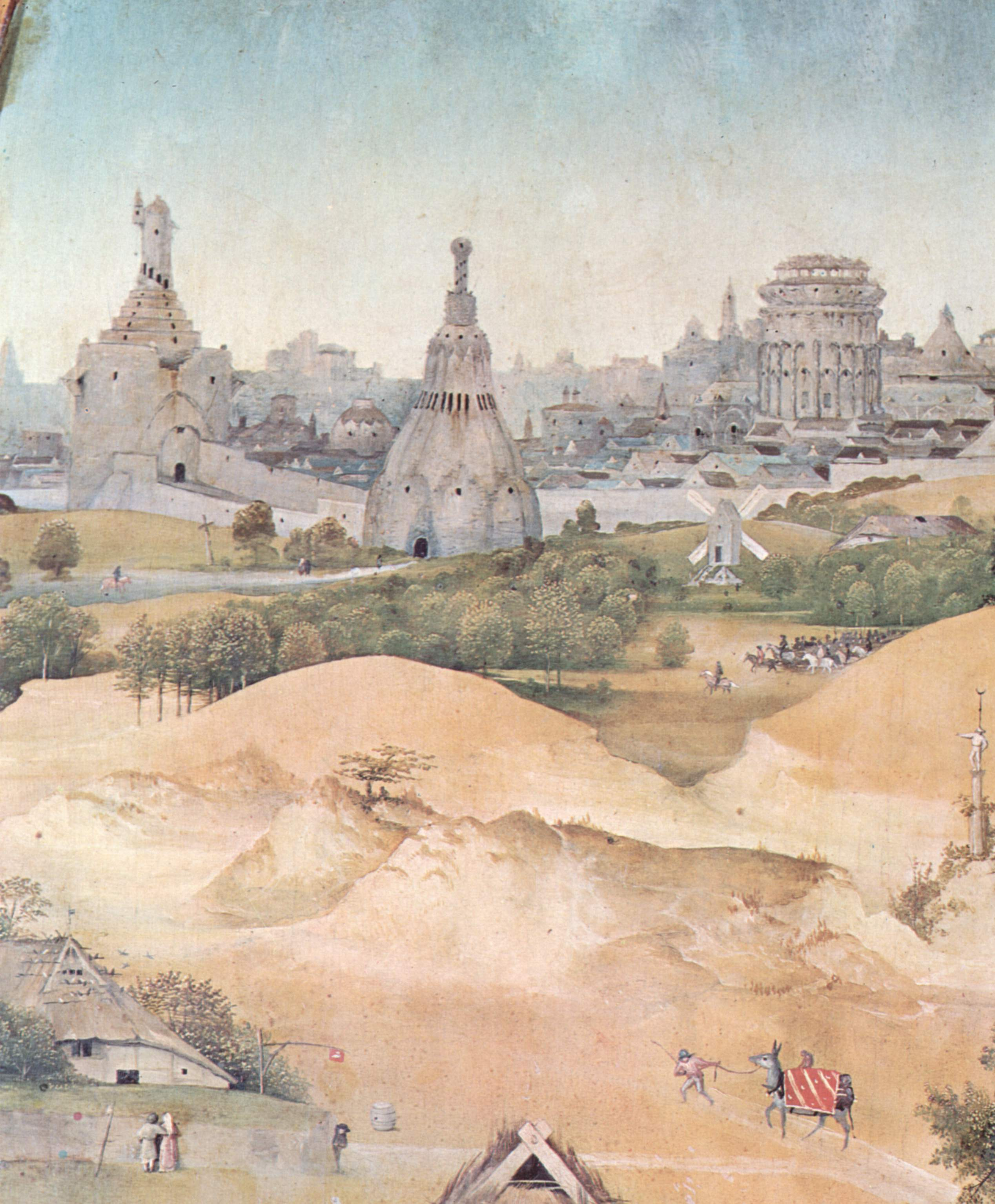
Jheronimus Bosch. Driekoningen-drieluik [detail]. Ca. 1495. Madrid, Prado

## Datering
Dendrochronologisch onderzoek door Pascale Fraiture van de Groupe interdisciplinaire d'Archéométrie (Laboratoire de Dendrochronologie) van de Universiteit van Luik heeft aangetoond dat Bosch het werk waarschijnlijk omstreeks 1483 of later voltooide. Dit betekent dat hij ongeveer 33 jaar of ouder was toen hij het maakte. Het gaat hier dan ook niet om een jeugdwerk, zoals eerdere Bosch-auteurs als Jacques Combe en Robert Delevoy beweerden. Ook is de datering van omstreeks 1480 gedaan door Baldass op grond van het kostuum van de schenker aan de vroege kant. Tolnay ziet in het landschap een aanzet voor zijn latere werkwijze, terwijl de compositie en kleur van de hoofdscène aansluiten of vroeg werk.

## Herkomst
In april 1664 werd in 's-Hertogenbosch een schilderije op penseel wesende de kruijsinghe Christi, gedaen door Jeronimus Bos met den houte lijst vermeld. Mogelijk gaat het hier om Calvarie met schenker. Het werk bevond zich in de verzameling van Édouard Fétis (1812-1909) in Brussel. Vervolgens kwam het in het bezit van het echtpaar Franchomme-Van Halteren, eveneens in Brussel. In augustus 1952 werd het door de weduwe Franchomme-Van Halteren verkocht aan de Koninklijke Musea voor Schone Kunsten van België.

## Restauratie
Na het overlijden van de stichter verloor het werk zijn eigenlijke functie. Uit de restauratie van dit werk die in 1966-1967 plaatsvond bleek dat het stichtersportret op een bepaald moment moet zijn overgeschilderd, vermoedelijk met een Maria Magdalena. Zie in dit verband ook het schilderij Ecce Homo, dat een soortgelijk lot onderging.

## Tentoonstellingen
De Calvarie met schenker maakte deel uit van de volgende tentoonstellingen:
- Exposition de tableaux de maîtres anciens, [Académie royale], Brussel, 1886, cat.nr. 105.
- Exposition des primitifs septentrionaux, Musées Royaux des Beaux-Arts de Belgique, Brussel, mei-juni 1923, zonder cat.nr.
- Exposition rétrospective du paysage flamand (XVIme, XVIIme & XVIIIme siècles), Musée royal des beaux-arts de Belgique, Brussel, 8 september-8 november 1926, cat.nr. 36 bis.
- Jeroen Bosch, Noord-Nederlandsche primitieven, Museum Boymans, Rotterdam, 10 juli-15 oktober 1936, cat.nr. 49a.
- Un cabinet d'amateur, Musées Royaux des Beaux-Arts de Belgique, Brussel, 27 juni-23 juli 1937, cat.nr. 9.
- The Worcester-Philadelphia exhibition of Flemish Painting, 23 februari-12 maart 1939, Worcester Art Museum, Worcester (Massachusetts), cat.nr. 42.
- Hollandse tekeningen en schilderijen van de 15e tot de 17e eeuw uit de verzamelingen van de koninklijke musea, Koninklijke Musea voor Schone Kunsten van België, Brussel, 15 december 1962-10 februari 1963, cat.nr. 3.
- De eeuw van Bruegel. De schilderkunst in België in de 16e eeuw, Koninklijke Musea voor Schone Kunsten van België, Brussel, 27 september-24 november 1963, cat.nr. 36.
- Jheronimus Bosch, Noordbrabants Museum, 's-Hertogenbosch, 17 september-15 november 1967, cat.nr. 29, p. 119.

Schilderijen: Kruisdraging · De tuin der lusten · De keisnijding · Hooiwagen-drieluik · Calvarie met schenker · De Heilige Hiëronymus in gebed · Driekoningen-drieluik · Heilige Christoforus · Johannes de Doper in de wildernis · Johannes de Evangelist op Patmos · Antonius-drieluik · Verzoeking van de heilige Antonius (São Paulo) · De marskramer · Het narrenschip · Allegorie op de gulzigheid · De dood van een vrek · Heremieten-drieluik · Drieluik van de gekruisigde martelares · Visioenen uit het hiernamaals · Zondvloed en hel